# John Reginald Christie
John Reginald Halliday Christie, född 8 april 1899 i Halifax, West Yorkshire, död 15 juli 1953 på Pentonvillefängelset, Barnsbury, norra London (avrättad), var en brittisk seriemördare och nekrofil.

## Biografi
Från mitten av 1940-talet lockade Christie kvinnor till sin bostad på Rillington Place 10 i området Notting Hill i London genom att lova dem att han skulle bota deras krämpor med lustgas. Istället mördade han dem och förgrep sig sedan sexuellt på dem innan han begravde dem på bakgården. Ett av offren var Beryl Evans, som bodde i samma hus som Christie tillsammans med sin man och dotter Geraldine. Beryl uppsökte Christie för att få en abort utförd. Christie mördade både henne och hennes dotter, och deras kroppar påträffades i tvättstugan. Beryl Evans man, Timothy Evans, dömdes för morden och avrättades i mars 1950. 
I december 1952 mördade Christie sin hustru, Ethel. Christie mördade därefter inom loppet av bara några veckor tre prostituerade kvinnor: Kathleen Maloney, Rita Nelson och Hectorina MacLennan.
Christie flyttade ifrån Rillington Place i mars 1953. Den nya hyresgästen märkte en underlig lukt i köket och rev bort en bit av tapeten; i ett dolt utrymme bakom väggen fann han tre kvinnolik. Polis tillkallades och man fann Ethel Christies döda kropp under några golvplankor samt likdelar i trädgården. Allt som allt fann man kvarlevorna efter sju kvinnor. 
Beträffande avrättningen av Timothy Evans hade Christie klippt ut och sparat alla tidningsartiklar om detta mord, som han själv egentligen var skyldig till.
Christie efterlystes i alla tidningar och slutligen kom polisen honom på spåren; han greps, dömdes till döden och avrättades genom hängning av skarprättaren Albert Pierrepoint den 15 juli 1953 i Pentonvillefängelset.

## Kända mordoffer
- Ruth Fuerst, 21 år (24 augusti 1943)
- Muriel Eady, 31 år (7 oktober 1944)
- Beryl Evans, 20 år (8 november 1949)
- Geraldine Evans, 13 månader (8 november 1949)
- Ethel Christie, 54 år (12 december 1952)
- Rita Nelson, 25 år (19 januari 1953)
- Kathleen Maloney, 26 år (februari 1953)
- Hectorina MacLennan, 26 år (6 mars 1953)

## Populärkultur
- Stryparen på Rillington Place, brittisk dramafilm från 1971 med Richard Attenborough i rollen som John Reginald Christie.[4]
- Rillington Place, brittisk TV-serie från 2016 med Tim Roth i rollen som John Reginald Christie.[5]